# CONCACAF W Champions Cup
Die CONCACAF W Champions Cup ist ein Fußball-Vereinswettbewerb für Frauenmannschaften in Nord-, Mittelamerika und der Karibik, der vom Kontinentalverband CONCACAF organisiert wird. Die erste Austragung findet in der Saison 2024/25 statt. Er ist vergleichbar mit den analogen Champions-League-Wettbewerben der anderen Kontinente, kam aber als letzter dazu. Der Sieger qualifiziert sich auch für die FIFA Klub-Weltmeisterschaft der Frauen bzw. den FIFA Women’s Champions Cup.

## Modus
An der ersten Austragung nehmen elf Mannschaften teil. Die Vertreter von Kanada und El Salvador spielen in einem Play-off einen Teilnehmer aus, der zu den neun für die Gruppenphase gesetzten Teams stößt. Dort warten die Meister aus Costa Rica, Jamaika und Panama, sowie jeweils drei Teilnehmer aus der US-amerikanischen National Women’s Soccer League (NWSL) und der mexikanischen Liga MX Femenil. In zwei Fünfergruppen werden dann die Halbfinalteilnehmer ausgespielt. Halbfinale und Finale werden an einem zentralen Ort abgehalten.

## Die Endspiele und Sieger
| Jahr    | Sieger          | Ergebnisse | Zweiter        |
| ------- | --------------- | ---------- | -------------- |
| 2024/25 | NJ/NY Gotham FC | 1:0        | Tigres Femenil |
| 2025/26 |                 |            |                |